# Dendropsophus praestans
Dendropsophus praestans é uma espécie de anfíbio da família Hylidae.
É endémica da Colômbia.
Os seus habitats naturais são: regiões subtropicais ou tropicais húmidas de alta altitude, marismas de água doce, marismas intermitentes de água doce, terras aráveis, pastagens, plantações , jardins rurais, florestas secundárias altamente degradadas e lagoas.